# Rey (naipe)

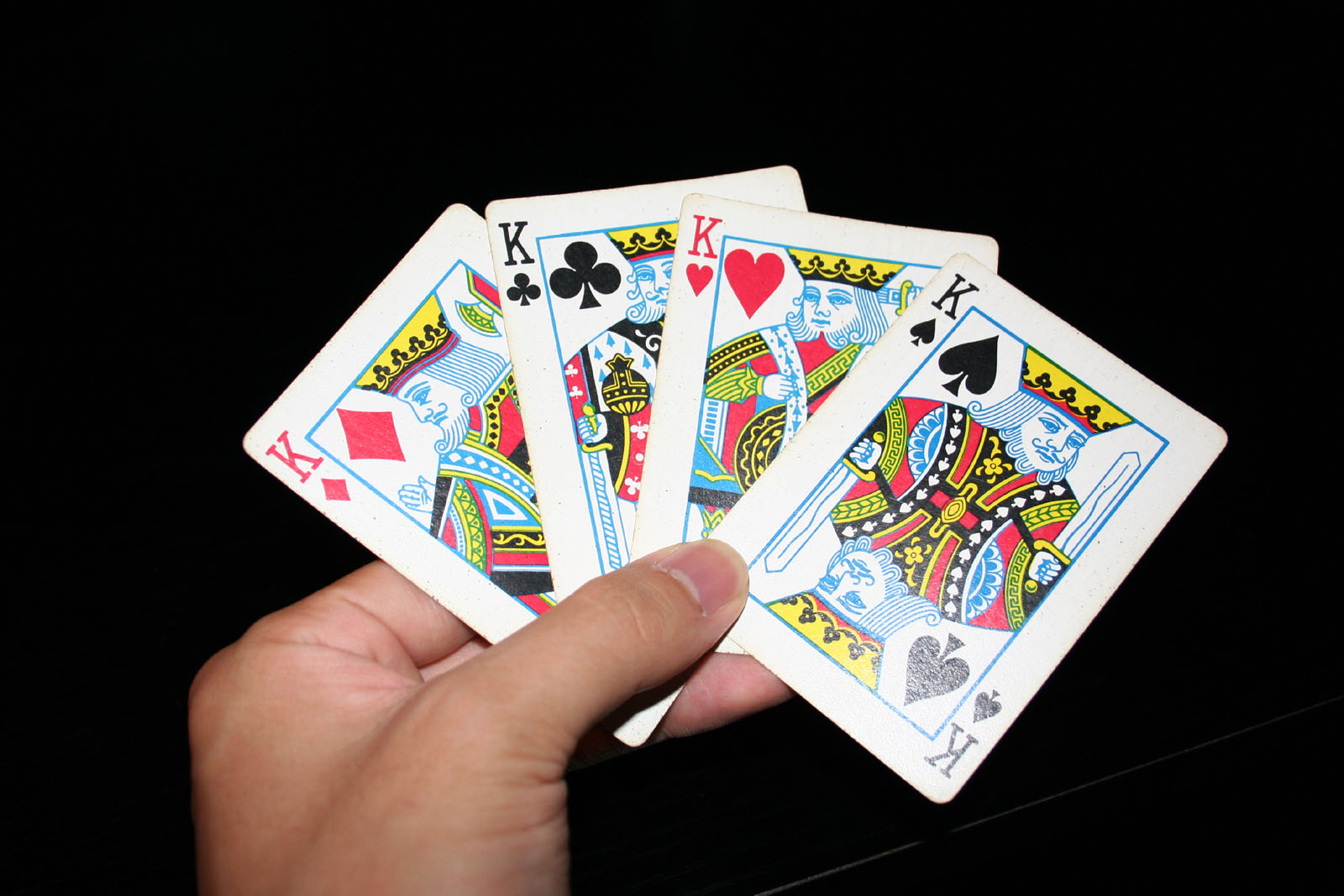
Los cuatro reyes de la baraja inglesa

El rey es un naipe de las barajas francesa e inglesa, que representa a una rey. En algunos juegos, es el naipe de la baraja con mayor valor, mientras que en otros es el as. Tiene un valor de «K». El rango del rey se encuentra por sobre la reina, y por debajo del as (sólo en algunos juegos). 

## Descripción
En un mazo de cartas de póker, hay 4 cartas Rey, correspondientes a los 4 palos: corazones, diamantes, tréboles y picas. Cada carta Rey representa a un rey, y en cada una de ellas se dibuja la imagen de un hombre mayor con un estilo real (con una corona en la cabeza), simbolizando a los monarcas.
En general, cada rey sostiene un cetro y/o una espada en sus manos, al igual que el Rey de Rombos en el mazo de cartas al estilo Rouen, que sostiene un hacha. La carta Rey de Corazones a menudo se conoce como el "suicide king" ("rey suicida") porque la espada atraviesa su cabeza, y es la única carta Rey que no tiene borde dentado.
Al igual que las cartas de Reinas y Jotas, las cartas Rey están dibujadas simétricamente en la parte superior e inferior.

## Historia
El rey es naipe de la corte más antigua y universal. Lo más probable es que se originó en el Ganjifeh persa, donde los reyes se representan sentados en tronos y superan en rango a las cartas de virrey que están montadas en caballos. Los naipes se difundieron a Italia y España a través de los mamelucos y moros . La baraja de cartas mamelucas mejor conservada y más completa, la Topkapıpaquete, no mostraba figuras humanas, sino que solo enumeraba su rango probablemente debido a una prohibición religiosa. No está del todo seguro si el paquete Topkapı era representativo de todas las barajas Mamluk, ya que era un artículo de lujo hecho a medida que se usaba para exhibir. En Egipto se recuperó un fragmento de lo que podría ser una carta de rey sentado, lo que puede explicar por qué las poses de las cartas de la corte en Europa se parecen a las de Persia e India.
Los reyes sentados eran generalmente comunes en toda Europa. Durante el siglo XV, los españoles comenzaron a producir reyes permanentes. Los franceses originalmente usaron cartas españolas antes de desarrollar sus patrones de mazos regionales. Muchos diseños de la corte española simplemente se reutilizaron cuando los franceses inventaron su propio sistema de palos alrededor de 1480. Los ingleses importaron sus tarjetas de Rouen hasta principios del siglo XVII, cuando se prohibieron las importaciones de tarjetas extranjeras. El rey de corazones a veces es llamado el "rey suicida" porque parece estar clavándose la espada en la cabeza. Esto es el resultado de siglos de malas copias por parte de los creadores de tarjetas ingleses donde la cabeza del hacha del rey ha desaparecido.